# Investidura presidencial de José Raúl Mulino
La investidura presidencial de José Raúl Mulino como presidente de Panamá se llevó a cabo el lunes 1 de julio de 2024, luego de haber sido elegido como presidente con el 34.23% de los votos en las elecciones generales del 5 de mayo.

## Ceremonia
Mulino asumió el cargo el lunes 1 de julio de 2024 en el Centro de Convenciones Atlapa, luego de la instalación de los nuevos miembros de la Asamblea Nacional. La presidenta de la Asamblea Nacional, Dana Castañeda, impuso la banda presidencial al presidente Mulino a las 2:57 p. m.

## Invitados internacionales[6]

### Jefes de Estado y de gobierno
- Johnny Briceño, primer ministro de Belice
- Geraldo Alckmin, vicepresidente de Brasil[7]
- Gustavo Petro, presidente de Colombia
- Rodrigo Chaves, presidente de Costa Rica
- Daniel Noboa, presidente de Ecuador
- Félix Ulloa, vicepresidente de El Salvador
- Felipe VI, rey de España[8]
- Karin Herrera, vicepresidenta de Guatemala
- Xiomara Castro, presidenta de Honduras[9]
- Santiago Peña, presidente de Paraguay
- Luis Abinader, presidente de la República Dominicana

### Otros invitados
- Rachel Moseley, embajadora de Australia de Panamá
- Karol Cariola, presidenta de la Cámara de Diputados de Chile
- Arnoldo André Tinoco, ministro de Relaciones Exteriores de Costa Rica
- Walter Baluja García, ministro de Educación Superior de Cuba
- José Manuel Albares, ministro de Asuntos Exteriores, Unión Europea y Cooperación de España
- Enrique Reina García, secretarío de Relaciones Exteriores de Honduras
- Beatriz Gutiérrez Müller, primera dama de México
- Denis Moncada, ministro de Relaciones Exteriores de Nicaragua
- Javier González-Olaechea, ministro de Relaciones Exteriores de Perú
- Alejandro Mayorkas, Secretario de Seguridad Nacional de los Estados Unidos[10]